# Cesta dveh cesarjev (roman)
Zgodovinski roman Mire Mihelič iz leta 1981 Cesta dveh cesarjev pripoveduje o kongresu v Ljubljani leta 1821. V njem se izmenjujejo poglavja z dnevnikom Pompeusa Nera in poglavja iz kronike družinskega župnika Jerneja Kolarja, ki je izdal upornika Faustusa. 

## Vsebina
Okvirna zgodba govori o vodji kongresa Svete alianse knezu Metternichu, ki želi odpraviti posledice francoske revolucije. Kongresa so se udeležili avstrijski cesar Franc I., ruski car Aleksander I., ki misli, da je kongres začetek Evrope, kateri bi vladala Rusija, neapeljski kralj, ki je brez vesti, in mnogi drugi evropski mogočniki. Metternich se trudi postaviti stvari v Evropi nazaj na staro mesto, tako v političnem smislu kot tudi v duhovnem življenju. 
V to zgodbo je vložena zgodba plemičev – grofov L. Govori o tem, kako grof L. sodeluje s Francozi, grofica L. pa vzdržuje stike z Metternichom in preko njega poskuša rešiti svojega mlečnega brata Faustusa (do njega goji čustva), ko ga avstrijska oblast obsodi kot francoskega vohuna. Govori tudi o njuni pohčerjenki Amalii, ki spletkari s Prusom Malachowskim. Na koncu se poroči s svojim stricem Pompeusom Nerom zaradi smrti Prusa. 
Kljub temu, da ima grofica L. telesno napako, in ji zato Ljubljančani pravijo šepava grofica, jo ima Metternich za najlepšo gospo na ljubljanskem kongresu. To svojo hibo pa prekriva s svojim pretkanim obnašanjem: »Kakor je samovoljna in muhasta, je tudi nesrečna; nenehno izumlja kaj novega.« (Janež 1992: 267) S tem bi lahko primerjali tudi sprehod dveh cesarjev po poti čez Ljubljansko barje, ki se še danes imenuje Cesta dveh cesarjev.

## Zanimivosti
- Nacionalna in socialno prevratna ideja: Faustus proti državi, Malachowsky proti Metternichu.
- Incest: na koncu se Amailia poroči s svojim stricem Pompeusom Nerom.
- V besedilu se pojavi teza, da Grofica L. plačuje za grehe svojega rodu.
- Med besedilom se pojavijo tudi stavki v francoščini in nemščini.
- O ljubljanskem kongresu je pisal tudi Ivana Tavčarja v romanu Izza kongresa (LZ 1905–1908).

## Kritike
»Prebrala sem veliko debelih zgodovinskih knjig iz njegovega časa, knjige o njegovem življenju, v katerih je bil opisan – brala sem tudi njegova pisma, iz katerih sem črpala slog njegovega govora in ugotovila, da je preživljal tudi tragedije, saj mu je za jetiko umrla večina otrok. Torej je imel tudi dosti nesreč in ne samo dosti ljubic. Vsekakor je bil na kongresu dominantna osebnost in je zaslužil upodobitev v knjigi.« O knjigi pove Mira Mihelič. (Dolenc 1983: 859)